# Tulín
Tulín är en ort i Mexiko.   Den ligger i kommunen Chemax och delstaten Yucatán, i den östra delen av landet, 1 200 km öster om huvudstaden Mexico City. Tulín ligger 22 meter över havet och antalet invånare är 102.
Terrängen runt Tulín är mycket platt. Runt Tulín är det glesbefolkat, med 20 invånare per kvadratkilometer. Närmaste större samhälle är Chemax, 7,5 km öster om Tulín. I omgivningarna runt Tulín växer i huvudsak lövfällande lövskog.